# Бондаренко Віктор Вікторович (економіст)
Ві́ктор Ві́кторович Бондаре́нко  (15 вересня 1907, Крюково — 1995) — український економіст.

## Короткий життєпис
Народився в селі Крюково Куйбишевського району Ростовської області в сім'ї вчителя.
1931 року закінчив Інститут землевпорядження в Харкові.
Від 1937 року працював у Інституті економіки АН УРСР.
Член КПРС з 1941.

## Наукові праці
Основні праці — з історії народного господарства та економіки с. г. Автор монографії «Розвиток громадського господарства колгоспів України в роки довоєнних п'ятирічок» (1957).